# Il marsupio di salvataggio
Il marsupio di salvataggio (Bushy Hare) è un cortometraggio Looney Tunes uscito nel 1950, diretto da Robert McKimson e scritto da Warren Foster. Oltre a Bugs Bunny, appare Hippety Hopper.

## Trama
Dopo aver preso in mano alcuni palloncini, Bugs è volato via e arriva in Australia, dove non ha più provviste. Lì se la vede prima con una cangura che lo ha scambiato per suo figlio, e poi con un selvaggio aborigeno armato di Boomerang. Dopo la caccia, la cangura butta fuori l'aborigeno selvaggio e si riprende sia il suo figlio che Bugs. Tutti e tre tornano verso l'America tra 7500 miglia.

## Distribuzione

### Edizione italiana
Esistono due doppiaggi italiani per il corto. Il primo risale agli anni ottanta, dunque effettuato dalla Effe Elle Due. Nel 2003 è stato effettuato un nuovo doppiaggio, per la TV, con adattamento più fedele e moderno. Da allora in poi è sempre usato solo il ridoppiaggio.

## Edizioni home video

### VHS
Il corto è concluso in videocassetta, solo con il primo doppiaggio. Incluso in Bugs Bunny: Volume 2.

### DVD
Il corto è incluso nel DVD Looney Tunes Super Stars: Bugs Bunny, un coniglio eccezionale, solo col ridoppiaggio.